# Lophocryptis argyrophora
Lophocryptis argyrophora là một loài bướm đêm trong họ Noctuidae.